# Гнилуха (приток Волчины)
Гнилуха (уст. Тестиха) — река в России, протекает в Удомельском районе Тверской области. Устье реки находится в 48 км по левому берегу реки Волчины. Длина реки составляет 13 км.

## Данные водного реестра
По данным государственного водного реестра России относится к Верхневолжскому бассейновому округу, водохозяйственный участок реки — Молога от истока и до устья, речной подбассейн реки — Реки бассейна Рыбинского водохранилища. Речной бассейн реки — (Верхняя) Волга до Куйбышевского водохранилища (без бассейна Оки).
Код объекта в государственном водном реестре — 08010200112110000005842.